# روبرت هاريس (مهندس مدني)
روبرت هاريس (بالإنجليزية: Robert Harris)‏ هو مهندس مدني أمريكي، ولد في 29 يوليو 1830 في بورتسموث في الولايات المتحدة، وتوفي في 21 أبريل 1894 في روتشستر في الولايات المتحدة.